# Абуд Омар
Абуд Омар Хаміс (англ. Aboud Omar Khamis, нар. 9 вересня 1992, Момбаса) — кенійський футболіст, захисник румунського «Сепсі ОСК» і національної збірної Кенії.

## Клубна кар'єра
У дорослому футболі дебютував 2010 року виступами за команду другого кенійського дивізіону «Адмірал», в якій провів один сезон, взявши участь у 38 матчах чемпіонату. 
У червні 2013 року приєднався до клубу з Прем'єр-ліги Кенії «Таскер», де двічі виграв Суперкубок Кенії (після сезону) у 2013 і 2014 роках.
Згодом з 2015 по 2016 рік грав за грецький «Панегіаліос».
9 лютого 2016 року Омар підписав контракт із болгарською «Славією» з Софії, з якою став володарем Кубка Болгарії. Став першим кенійським футболістом, який грав у болгарській вищій лізі. 20 квітня 2018 року Омар був негайно звільнений з команди. У своїй заяві президент «Славії» Венцеслав Стефанов стверджував, що Омар образив товаришів по команді та зневажив Болгарію. Омар заявив, що хоче передати це питання до ФІФА.
Своєю грою за останню команду привернув увагу представників тренерського штабу клубу «Серкль», до складу якого приєднався 2018 року. Відіграв за команду з Брюгге наступний сезон своєї ігрової кар'єри.
До складу клубу «Сепсі ОСК» приєднався 2019 року. Станом на 25 грудня 2019 року відіграв за команду із Сфинту-Георге 8 матчів в національному чемпіонаті.

## Виступи за збірну
2011 року дебютував в офіційних матчах у складі національної збірної Кенії.
У складі збірної був учасником Кубка африканських націй 2019 року в Єгипті, де зіграв у всіх трьох поєдинках своєї команди, проти Алжиру (0-2), Танзанії (3-2) і Сенегалу (0-3).

## Титули і досягнення

### Клубні
- Володар Суперкубка Кенії (2):

«Таскер»: 2013, 2014
- Володар Кубка Кенії (2):

«Таскер»: 2013, 2014
- Володар Кубка Болгарії (1):

«Славія» (Софія): 2017—2018

### Національні
- Переможець Кубка КЕСАФА (1):

Кенія: 2013